# Протогеровисти
Протогеровистите, също Вътрешна македонска революционна организация (протогеровисти), а след 1930 година също Шандановисти, са идейно и политическо течение във Вътрешната македонска революционна организация, което се оформя след убийството на генерал Александър Протогеров от юли 1928 година, като опозиция на водената от Иван Михайлов политика в организацията.

## Предпоставки
В годините между 1924 – 1928 година се създават няколко предпоставки за дискредитирането на генерал Александър Протогеров в редиците на Вътрешната македонска революционна организация. След подписването и оповестяването на т. нар. Майски манифест върху тримата членове на ЦК на ВМРО Александър Протогеров, Тодор Александров и Петър Чаулев пада сянка на съмнение, както в самото ВМРО, така и от буржоазните среди в и извън България. Александър Протогеров присъства на убийството на Тодор Александров и в следващите дни остават силни съмнения за участието му в заговора. Въпреки това, по време на Горноджумайските събития Александър Протогеров не е сред наказаните и фактически е реабилитиран на конгреса на ВМРО в Сърбиново от 1925 година. Тогава той повторно е избран за член на ЦК на ВМРО заедно с Иван Михайлов и Георги Попхристов, а всякакви обвинения срещу него са отхвърлени, включително от Иван Михайлов.
В следващите години до 1928 година Александър Протогеров постепенно се дистанцира от дейността на организацията, като отношенията му с Иван Михайлов се изострят. Промяната на тактиката, честите убийства на организационни членове, български политици и общественици, опитите за еднолично управление на Михайлов са сред основните причини за конфликта. В началото на 1928 година започват преговори по свикването на нов общ конгрес на организацията, тъй като мандата на ЦК и Задграничното представителство изтичат през февруари същата година. От март 1928 година това започват поредица тайни срещи, на които присъстват членовете на ЦК, ЗП и техните запасни членове. По предложение на Иван Михайлов е прието решение за съкращаване броя на делегатите за предстоящия конгрес, което удря позициите на ръководителите на Битолския революционен окръг. Второто предложение на Иван Михайлов е да се премахне Задграничното представителство, настройва членовете му срещу самия Иван Михайлов. Последните две причини, поради които преговорите се провалят, а свикването на конгрес се отлага са намерението да се търси сметка на Иван Михайлов за редица издадени от него смъртни присъди без знанието на другите членове на ЦК и засилващите се връзки между него и Иван Вълков и Андрей Ляпчев, като поставя ВМРО на тяхна служба.
Съставени са няколко помирителни комисии, но фракциите остават непримирими. От едната страна застават членовете на ЦК на ВМРО Александър Протогеров и Георги Попхристов, Задграничните представители Наум Томалевски, Кирил Пърличев и Георги Баждаров, заместниците им Петър Шанданов и Ангел Узунов, а от другата Иван Михайлов, Йордан Гюрков и Йордан Бадев. В такъв момент Иван Михайлов поръчва убийството на Александър Протогеров, което е извършено на 7 юли 1928 година. Фактически то е координирано от Кирил Дрангов и е извършено със знанието и подкрепата на българското правителство. Като основен аргумент, изтъкнат в брошурата „Защо бе убит Александър Протогеров. Светлина върху събитията от 1924 и 1928 години.“, се изтъква мнимото участие на генерала в убийството на Тодор Александров.

## Разцепление
Веднага след убийството на генерала Петър Шанданов заема неговото място в Централния комитет. Заедно с Георги Попхристов оглавяват опозицията срещу Иван Михайлов. Петър Шанданов, като заместник-член на ЦК на ВМРО трябва да заеме мястото на Александър Протогеров, но отказва да присъства на бъдещия конгрес. Двата враждуващи лагери не признават легитимността на противниковата организация и паралелно продължават революционната дейност със свои централни комитети и печатни издания. След като влизането му в ЦК на ВМРО е официално оповестено в комюнике на ЗП на ВМРО, Петър Шанданов заедно с другия член на ЦК Георги Попхристов излизат с декларация, в която осъждат самоволните действия на Иван Михайлов и започват подготовка за свикване на нов организационен конгрес. Заедно те започват политически и обществени сондажи, като в кратко време разбират, че Иван Михайлов има подкрепата на правителството и македонските емигрантски организации. На съвещание от 20 юли 1928 година Мишо Шкартов, Георги Попхристов, Петър Шанданов, членовете на ЗП на ВМРО, приближени до тях войводи, четници и терористи решават да направят опит да превземат базата на Иван Михайлов в Пиринска Македония. На 23 юли Петър Шанданов и Мишо Шкартов посрещат четите на Борис Изворски, Пандо Струмишки, Лазар Христов, Георги Гевгелийски и Димитър Димашев в Белово, след което четите са изпратени на юг. Четите са разбити при Юндола на 25 юли, а втора подобна акция от оцелелите четници е разбита при Обидим на 20 август.
| 1.    | Георги Попхристов         | член на ЦК |
| 2.    | Петър Шанданов            | член на ЦК |
| 3.    | Кирил Пърличев            | член на ЗП |
| 4.    | Георги Баждаров           | член на ЗП |
| 5.    | Наум Томалевски           | член на ЗП |
| 6.    | Мишо Шкартов              | пр. О. К-т |
| 7.    | Алексо Стефанов           | пр. О. К-т |
| 8.    | Крум Петишев              | войвода    |
| 9.    | Петър Трайков             | войвода    |
| 10.   | Петър Ангелов             | войвода    |
| 11.   | Доно поп Щерьов           | войвода    |
| 12.   | Георги хаджи Митрев       | войвода    |
| 13.   | Димитър Димашев           | войвода    |
| I.    | Битолска чета             |            |
| 14.   | Тодор Петров              | четник     |
| 15.   | Тома Павлов               | четник     |
| 16.   | Трайчо Македонски         | четник     |
| 17.   | Ставре Дончев             | четник     |
| II.   | Костурска чета            |            |
| 18.   | Коста Бичинов             | четник     |
| 19.   | Владимир Василев          | четник     |
| III.  | Леринска чета             |            |
| 20.   | Симо Костов               | четник     |
| 21.   | Пандо Кицов               | четник     |
| 22.   | Тодор Горчилов            | четник     |
| 23.   | Наум Цилев                | четник     |
| 24.   | Мито Хаджийски            | четник     |
| 25.   | Мито Козов                | четник     |
| 26.   | Груйо Китанов Битолски    | четник     |
| IV.   | Преспанска чета           |            |
| 27.   | Ламбро Трайчев            | четник     |
| 28.   | Боян Киряков              | четник     |
| V.    | Ресенска чета             |            |
| 29.   | Ставре Тодоров            | четник     |
| 30.   | Трайче Стойнов            | четник     |
| 31.   | Трайчо Дойчинов           | четник     |
| 32.   | Борис Кузманов            | четник     |
| 33.   | Манаси Митев              | четник     |
| VI.   | Дебърска чета             |            |
| 34.   | Лазар Данаилов            | четник     |
| VII.  | Гевгелийска чета          |            |
| 35.   | Христо Танев              | четник     |
| 36.   | Петър Янков               | четник     |
| 37.   | Пено Гонов                | четник     |
| 38.   | Блаже Касабов             | четник     |
| 39.   | Дино Танев                | четник     |
| 40.   | Георги Трайков            | четник     |
| 41.   | Христо Везиров            | четник     |
| 42.   | Спас Шейтанов             | четник     |
| 43.   | Нестор поп Стоянов        | четник     |
| VIII. | Гевгелийска чета          |            |
| 44.   | Иван Марков               | четник     |
| 45.   | Борис Козов               | четник     |
| 46.   | Георги Наков              | четник     |
| 47.   | Мито Касабов              | четник     |
| IX.   | Малешевска чета           |            |
| 48.   | Ефтим Кушов               | четник     |
| 49.   | Милан Иванов              | четник     |
| 50.   | Гаврил Георгиев Джингаров | четник     |
| 51.   | Ефтим Матеев              | четник     |
| 52.   | Панте Сико                | четник     |
| X.    | Тиквешка чета             |            |
| 53.   | Добри Т. Куюмджиев        | четник     |
| 54.   | Данаил Камчев             | четник     |
| 55.   | Сандо Димитров            | четник     |
| 56.   | Иван Тодоров Сандански    | четник     |
| 57.   | Георги Сулев              | четник     |
| 58.   | Георги Бистрички          | четник     |
| 59.   | Дичо Давитков             | четник     |
| XI.   | Енидже-Вардарска чета     |            |
| 60.   | Георги Лятев              | четник     |
| 61.   | Григор Христов            | четник     |
| 62.   | Христо Рутев              | четник     |
| 63.   | Спас Стоянов              | четник     |
| 64.   | Христо Антонов            | четник     |
| 65.   | Михаил поп Стаматов       | четник     |
| XII.  | Струмишка чета            |            |
| 66.   | Тано Г. Дончев            | четник     |
| 67.   | Атанас Нушков             | четник     |
| 68.   | Иван Галев                | четник     |
| 69.   | Георги Ангелов            | четник     |
| 70.   | Славчо Алтипамарков       | четник     |
| XIII. | Кукушка чета              |            |
| 71.   | Лазар Иванов Киров        | четник     |
| 72.   | Спас Вергов               | четник     |
| 73.   | Васил Запрев              | четник     |
| 74.   | Иван Петков               | четник     |
| 75.   | Иван Киров                | четник     |
| 76.   | Григор Петков             | четник     |
| 77.   | Каин Николов              | четник     |
| XIV.  | Пункта                    |            |
| 78.   | Н. Доганджиев             |            |
| 79.   | Васил Клисаров            |            |
| 80.   | Никола Гушлев             |            |
| 81.   | Тома Дуров                |            |
| 82.   | Шемо Делян                |            |
| 83.   | Стоян Зашев               |            |
| 84.   | Васил Настев              |            |
| 85.   | Кузман Йорданов           |            |

След тези провалени акции Протогеровистите променят тактиката си. Осланят се на широка пропаганда в България и зад граница. Търсят да установят връзки и да получат финансови помощи за борба с михайловистите. От първостепенна важност е кой ще овладее органа на ВМРО в-к „Македония“. Директорът му Георги Кулишев и редакторът Васил Пундев не следват „правилната линия“ и са противници на братоубийствата. Затова Михайлов ги отстранява и поверява вестника на своя кумец Симеон Евтимов. След убийството на Протогеров Евтимов отначало заклеймява убийците, но после минава в лагера на „михайловистите“. Кулишев и Пундев обаче не млъкват. Те започват да издават в. „Македонски глас“, а после „Вардар“, паралелно издават и „Свобода или смърт“, преименуван по-късно на „Революционен лист“. В началото на 1929 година Протогеровистите осъществяват четническа акция в Западна Македония, което води до популяризиране на тяхната кауза. Петър Шанданов, със знанието на Георги Попхристов, но държейки в ниведение членовете на Задграничното правителство, осъществява редица срещи с представители на ВМРО (обединена), СССР и други заинтересовани кръгове, като потвърждава намерението на протогеровистите с михайловисткото крило на ВМРО. По нареждане на Иван Михайлов започват убийства на висшите функционери на Протогеровистите, като Георги Баждаров, Наум Томалевски, Васил Пундев и други.
Създава се помирителна комисия между двете крила в състав: Климент Бояджиев, Петър Дървингов, Христо Силянов, д-р Никола Стоянов, Димитър Михайлов и Владимир Руменов, но преговорите пропадат след като ВМРО (Михайловисти) подновява политическите убийства, а ВМРО (Протогеровисти) отвръща с убийството на Йордан Гюрков. Със знанието на министър-председателя Андрей Ляпчев Георги Попхристов и Кирил Пърличев са пленени от Михайловистите и са принудени да се оттеглят от борбата във ВМРО. Крайната нетърпимост между двете крила се изражда в братоубийствена война. Шанданов е основен водач на протогеровистите и оглавява протогеровистката експедиция към Петрички окръг, която е разбита на 25 юли 1928 г. на Юндола. Застава начело на втора чета, която в началото на август отново е разбита при село Обидим. Сътрудничи си активно с другите протогеровисти Петър Трайков и Лев Главинчев. Жертви на борбите стават четници, войводи, журналисти и общественици и от двете страни. Така по различно време се стига до убийствата на Михайловите съратници – Димитър Михайлов, Йордан Гюрков, Симеон Евтимов, Щерьо Божинов, Панчо Тодоров, Пандил Шишков, Иван Параспуров и др. Не по-малко са жертвите от страна на протогеровистите.

## Шандановисти
Постепенно войната между крилата става терористична, докато освободителното движение е в упадък. Враждата превръща отмъщението в цел и енергията на ВМРО отива за вътрешни борби. През лятото на 1931 година е проведен и протогеровистки конгрес с цел легитимизиране и утвърждаване на фракцията в организацията. През 30-те години „протогеровистите“ Петър Шанданов, Кръстан Поптодоров, Петър Трайков, Лев Главинчев, започват да получават ежемесечно финансова издръжка от Югославското консулство в София чрез Геме Димитров, за да продължават междуособиците във ВМРО. Именно този тип кадри, както и техните поддръжници прибягват към рискованите връзки с Военния съюз и Политическия кръг „Звено“, с БЗНС „Пладне“ и с про-комунистическата ВМРО (обединена). През 1934 година, поради сложните политически проблеми в България е извършен военен преврат. Превратът е про-югославски проект на хората, с които сръбското разузнаване е най-тясно свързано: групата около Г. М. Димитров, кръгът на Кимон Георгиев, протогеровистите Лев Главинчев и Перо Шанданов и социалистът Димо Казасов. Да ликвидират царя, ако откаже да подпише указа за новото правителство, са натоварени Лев Главинчев и Перо Шанданов, но царят подписва. Една от първите задачи на новата власт е поставянето на ВМРО извън закона и издаването на задочна смъртна присъда над Иван Михайлов. На 9 октомври 1934 г. в гр. Марсилия Владо Черноземски извършва атентат и убива краля на Югославия. След убийството на Караджорджевич кризата в правителството на Кимон Георгиев става очевидна, а членове на Звено настояват за разпускане на ВМРО (Протогеровисти), което се случва същата година. През януари 1935 г. в България е съставен нов кабинет, в който военните поемат пряко отговорността за управлението на държавата. За разлика от предходния кабинет, новият продължава с репресиите не само срещу михайловисткото крило, но започва репресии и срещу участвалите в преврата протогеровисти.
През 40-те години на XX век някои от „протогеровистите“ като Петър Шанданов, Кръстан Поптодоров, Петър Трайков, Лев Главинчев и други заемат крайнолеви позиции и се включват в партизанско движение в България на Отечествения фронт и комунистическата съпротивата във Вардарска Македония на ЮКП по време на Втората световна война. След завземането на властта от комунистите в България и Югославия част от протогеровистите заемат ръководни позиции в ЮКП и БКП, но скоро след това са свалени от постовете си.

## Галерия
- Георги Чангуров, убит в Радомир
- Митре Петров, убит в Радомир
- Ставре Христов, убит при Кромидово